# تابيريات
السِّنَادِيّات (الاسم العلمي: Tapiridae) هي فصيلة من الحيوانات تتبع رتبة المفردات الأصابع من شعيبة الثدييات.
تضم جنساً وحيداً وأربعة أنواع مختلفة توجد ثلاثة منها في أمريكا الجنوبية والوسطى وواحد في آسيا, وهي أقرب العائلات للخيليات والكركدنيات.

## الأجناس والأنواع
هناك جنس وحيد غير منقرض من هذه الفصيلة وهو:
- التابير (الاسم العلمي:Tapirus) ويضم الأنواع التالية:
  - التابير البيردي (الاسم العلمي:Tapirus bairdii)
  - التابير الماليزي (الاسم العلمي:Tapirus indicus)
  - التابير الجبلي (الاسم العلمي:Tapirus pinchaque)
  - التابير البرازيلي (الاسم العلمي:Tapirus terrestris)

يشبه الخنزير ولكنه ذو صلة بالفرس والكركدن. له جسم قصير وثقيل، وله خطم مثل جذع قصير قابل للتحريك. يأكل التابير أوراق الشجر والنباتات والفواكه. حيوان التابير نوع من الحيوانات له صلة بالفرس والكركدن على الرغم من أنه أكثر شبهًا بالخنزير. وللتابير جسم قصير ثقيل، ورقبة غليظة. ويمتد خطمه (أنفه) إلى الأمام ليُكون جذعا قصيراً قابلاً للتحريك. وللقدمين الأماميتين أربعة حوافر بينما للخلفيتين ثلاثة. وله ذنب قصير. تعيش حيوانات التابير في أعماق الغابات، وبالقرب من الماء الذي تحب السباحة فيه. يأكل التابير الأغصان الصغيرة، وأوراق الشجر، والشجيرات وكذلك الفاكهة والنباتات الأخرى.
وهناك نوعان من التابير تعيشان في أمريكا الجنوبية، وأشهرهما يوجد في مناطق الغابات شرقي الأنديز. أما الآخر فإنه يعيش في أعالي هذه الجبال. والصنفان من التابير اللذان يعيشان في أمريكا الوسطى هما الأصغر في الفصيلة، والتابير الأمريكي المكتمل النمو ذو لون بني داكن متناسق، لكن الصغير منها له خطوط ضاربة إلى الصفرة. يوجد التابير الملايوي في سومطرة وشبه جزيرة الملايو. ويبلغ ارتفاع التابير ما بين 90 إلى 110سم عند الكتف. يصطاد الناس حيوانات التابير للحومها ولجلودها السميكة. ونتيجة للصيد وقطع الغابات أصبح التابير نادرًا في مناطق عديدة.